# Hans Magnus Enzensberger
Hans Magnus Enzensberger, né le 11 novembre 1929 à Kaufbeuren en Bavière et mort le 24 novembre 2022 à Munich, est un poète, écrivain, traducteur et journaliste allemand, également connu sous divers pseudonymes dont Andreas Thalmayr.

## Biographie
Fils du directeur de l'administration générale des postes de Nuremberg, Hans Magnus Enzensberger a grandi dans une famille bourgeoise. Il a trois frères cadets, dont l'angliciste Christian Enzensberger. Il a passé son enfance à Nuremberg, en 1945, il est enrôlé dans le Volkssturm, subsiste ensuite comme interprète et barman à la Royal Air Force et en faisant du marché noir. Après ses études secondaires qu'il termine en 1949, il étudie les Lettres (langues et philosophie) à l'université Friedrich-Alexander d'Erlangen-Nuremberg, à Fribourg-en-Brisgau, à Hambourg et à la Sorbonne à Paris grâce à une bourse de la Studienstiftung des deutschen Volkes. Il obtient son doctorat en 1955 avec une thèse sur Clemens Brentano. Il est ensuite journaliste à la radio de Stuttgart jusqu'en 1957. Après un séjour aux États-Unis et au Mexique, sa première publication voit le jour : c'est un recueil de poèmes, La Défense des loups (Verteidigung der Wölfe). Il participe au Gruppe 47 et reçoit le prix Georg-Büchner en 1963. S'ensuivent un premier voyage en Union soviétique et un premier périple en Amérique du Sud en 1965.
De 1965 à 1975, Enzensberger édite la revue Kursbuch chez l'éditeur Suhrkamp, puis aux éditions Kursbuch Verlag créées à Berlin. Il est fellow au Center for Advanced Studies de l'université wesleyenne dans le Connecticut en 1967. Il séjourne à Cuba en 1968-69 et travaille alors sur l'anarchiste espagnol Buenaventura Durruti (son film sort en 1971, son roman en 1972).
Il séjourne à New York en 1974-1975 et quitte la revue Kursbuch et se met à l'écriture du livret de l'opéra La Cubana sur une musique de Hans Werner Henze. La première de sa pièce Le Naufrage du Titanic a lieu en 1980. Après avoir adapté Le Misanthrope de Molière, il écrit Le Philanthrope joué pour la première fois en 1984.
Il a écrit avec grand succès des ouvrages de littérature d'enfance et de jeunesse : Der Zahlenteufel (1997) et Wo warst du Robert? (1998).
Enzensberger dirige depuis 1985 la collection Die Andere Bibliothek (L'Autre bibliothèque). Cette collection publie chaque mois un ouvrage choisi par Enzensberger — du moins jusqu'à fin 2005, date de sa démission — et édité de façon très soignée, les 999 premiers exemplaires étant destinés aux bibliophiles.
De nombreux prix ont récompensé l'inépuisable activité théâtrale, poétique et romanesque de H.M. Enzensberger, entre autres le prix Heinrich-Böll en 1985, le Prix de la paix Erich-Maria-Remarque en 1993, le prix Heinrich Heine en 1998, la Médaille d'Or du Círculo de Bellas Artes en 2001, le prix Princesse des Asturies en 2002, le Prix Jean Monnet des Littératures européennes de Cognac en 2010 pour Hammerstein ; le prix du Meilleur Livre de l'Année en 2010 ou encore le Prix Sonning 2010, l'un des plus prestigieux prix culturels délivrés au Danemark.
Il fut marié entre 1968 et 1969 à Maria Aliguer (1943—1991), la fille de l'écrivain Alexandre Fadéïev et de la poétesse Margarita Aliguer.
Son œuvre se caractérise par un regard féroce sur la société et en particulier sur la « médiocrité qui règne dans cette République (allemande) ». Selon Enzensberger, ce sont « les colonies de surfeurs, les forteresses du troisième âge et les résidences secondaires ou tertiaires » qui se prêtent le mieux à l'observation des Allemands car « libérés de l'usine et du bureau », ils offrent un panorama complet de leur culture : « de la clinique spécialisée dans le karaté au séminaire pour masochistes » (citations tirées de Médiocrité et folie (Mittelmaß und Wahn), 1988)
Dans Perspectives de guerre civile (Aussichten auf den Bürgerkrieg) (1993), il décrit l'être humain comme « le seul primate à pratiquer de manière méthodique, enthousiaste et à grande échelle, le meurtre de ses congénères. La guerre est l'une de ses principales inventions ». Il voit se propager de manière imperceptible ce qu'il nomme une « guerre civile moléculaire ».

« Peu à peu, les ordures s'entassent au bord des rues. Les seringues et les bouteilles de bière brisées s'accumulent dans les parcs. Partout sur les murs apparaissent de monotones graffiti au message autiste : évocation d'un Moi qui n'existe plus… On détruit les meubles dans les classes, les jardins puent la merde et l'urine… ce sont là de minuscules déclarations de guerre que sait interpréter le citadin expérimenté. »

Ii vivait à Munich-Schwabing.

## Œuvre

### Romans, récits, biographies
- Der kurze Sommer der Anarchie. Buenaventura Durrutis Leben und Tod (1972) Publié en français sous le titre Le Bref Été de l'anarchie : La vie et la mort de Buenaventura Durruti, traduit par Lily Jumel, Paris, Gallimard, coll. « Du monde entier », 1975 ; réédition, Paris, Gallimard, coll. « L'Imaginaire » no 601, 2010  (ISBN 978-2-07-013048-1)
- Der Weg ins Freie. Fünf Lebensläufe (1975)
- Heiss & Kalt (1987), roman érotique signé du pseudonyme Elisabeth Ambras
- Fernsteuerung. Bettgeschichten (1992), signé du pseudonyme Elisabeth Ambras
- Requiem für eine romantische Frau: Die Geschichte von Auguste Bußmann und Clemens Brentano (1995) Publié en français sous le titre Requiem pour une femme romantique : les amours tourmentées d'Augusta Bussmann et de Clemens Brentano, traduit par Georges Arès, Paris, Gallimard, coll. « Du monde entier », 1995  (ISBN 2-07-073162-6)
- Josefine und ich – Eine Erzählung (2006) Publié en français sous le titre Joséphine et moi : récit, traduit par Daniel Mirsky, Paris, Gallimard, coll. « Du monde entier », 2007  (ISBN 978-2-07-078241-3)
- Hammerstein oder der Eigensinn. Eine deutsche Geschichte (2008) Publié en français sous le titre Hammerstein ou L'Intransigeance : une histoire allemande, traduit par Bernard Lortholary, Paris, Gallimard, coll. « Du monde entier », 2010  (ISBN 978-2-07-012196-0) ; réédition dans le volume Mausolée, Paris, Gallimard, coll. « Folio » no 5317, 2011  (ISBN 978-2-07-044330-7)
- Herrn Zetts Betrachtungen, oder Brosamen, die er fallen ließ, aufgelesen von seinen Zuhörern (2013) Publié en français sous le titre Les Opinions de M. Zède : miettes de sa pensée collectées par ses auditeurs, traduit par Paul-Jean Franceschini, Paris, Alma éditeur, 2015  (ISBN 978-2-36279-163-5)
- Tumult (2014) Publié en français sous le titre Tumulte, traduit par Bernard Lortholary, Paris, Gallimard, coll. « Du monde entier », 2018  (ISBN 978-2-07-014895-0)
- Verschwunden! (2014)
- Immer das Geld! (2015) Publié en français sous le titre Les Comptes de ma tante Fé, traduit par Paul-Jean Franceschini, Paris, Alma éditeur, 2016  (ISBN 978-2-36279-215-1)

### Recueil de nouvelles
- Schauderhafte Wunderkinder sieben wahre Geschichten, die arglosen Eltern zur Warnung dienen können (2006), signé du pseudonyme Linda Quilt Publié en français sous le titre De sacrés petits prodiges : sept contes à l'usage des parents qui ne méfient pas de leur progéniture : nouvelles, traduit par Jean-François Sené, illustrations de Michael Sowa (de), Paris, éditions du Seuil, 2008  (ISBN 978-2-02-091227-3)

### Poésie
- verteidigung der wölfe (1957) Publié en français de façon partielle sous le titre Défense des loups, traduit par Roger Pillaudin, édition bilingue, Paris, Gallimard, 1966 ; réédition dans le volume Mausolée, Paris, Gallimard, coll. « Poésie » no 434, 2007  (ISBN 978-2-07-034760-5)
- landessprache (1960)
- Gedichte. Die Entstehung eines Gedichts (1962)
- blindenschrift (1964) Publié en français de façon partielle sous le titre Écriture Braille, dans le volume Mausolée, traduit par Roger Pillaudin et Maurice Regnaut, Paris, Gallimard, coll. « Poésie » no 434, 2007  (ISBN 978-2-07-034760-5)
- Mausoleum. 37 Balladen aus der Geschichte des Fortschritts (1975) Publié en français sous le titre Mausolée : trente-sept ballades tirées de l'histoire du progrès, traduit par Maurice Regnaut, Aix-en-Provence, Alinéa, coll. « Domaine allemand », 1987  (ISBN 2-904631-33-X) ; réédition sous le titre Mausolée, précédé de Défense des loups (choix), Écriture Braille (choix) et de Parler allemand (choix), traduit par Roger Pillaudin et Maurice Regnaut, Paris, Gallimard, coll. « Poésie » no 434, 2007  (ISBN 978-2-07-034760-5)
- Die Furie des Verschwindens. Gedichte (1980)
- Zukunftsmusik (1991)
- Kiosk. Neue Gedichte (1995)
- Leichter als Luft. Moralische Gedichte (1999)
- Die Geschichte der Wolken. 99 Meditationen (2003)
- Rebus (2009)
- Blauwärts. Ein Ausflug zu dritt (2013)

### Essais
- Brentanos Poetik (1961)
- Einzelheiten (1962) Publié en français sous le titre Culture ou mise en condition ?, traduit par Bernard Lortholary, Paris, Julliard, 1965 ; réédition, Paris, UGE, coll. « 10/18 » no 783, 1973 ; réédition, Paris, les Belles Lettres, coll. « Le goût des idées » no 23, 2012  (ISBN 978-2-251-20025-5)
- Politik und Verbrechen (1964) Publié en français sous le titre Politique et Crime, traduit par Lily Jumel, Paris, Gallimard, coll. « Les Essais » no 136, 1967 ; réédition partielle sous le titre Chicago-ballade, Paris, L'Esprit frappeur no 17, 1998  (ISBN 2-84405-052-2) ; réédition partielle sous le titre Les Rêveurs de l'absolu, Paris, éditions Allia, coll. « Petite collection », 1998  (ISBN 2-911188-78-0); réédition partielle sous le titre Chicago-ballade : modèle d'une société terroriste, Paris, Allia, coll. « Petite collection », 2009  (ISBN 978-2-84485-305-9) ; réédition intégrale sous le titre Politique et Crime : neuf études, Paris, Gallimard, coll. « Tel » no 378, 2011  (ISBN 978-2-07-013151-8)
- Deutschland, Deutschland unter anderm. Äußerungen zur Politik (1967) Publié en français sous le titre L'Allemagne, l'Allemagne entre autres : réflexions sur la politique, traduit par Richard Denturk, Paris, Christian Bourgois éditeur, 1970
- Staatsgefährdende Umtriebe (1968)
- Palaver. Politische Überlegungen 1967–1973 (1974)
- Politische Brosamen (1982)
- Ach Europa! Wahrnehmungen aus sieben Ländern (1987) Publié en français sous le titre Europe, Europe !, traduit par Pierre Gallissaires et Claude Orsini, Paris, Gallimard, coll. « Le Monde actuel », 1988  (ISBN 2-07-071370-9)
- Mittelmaß und Wahn. Gesammelte Zerstreuungen (1988) Publié en français sous le titre Médiocrité et Folie : recueil de textes épars, traduit par Pierre Gallissaires et Robert Simon, Paris, Gallimard, coll. « Le Messager », 1991  (ISBN 2-07-072210-4)
- Die Große Wanderung (1992) Publié en français sous le titre La Grande Migration, suivi de Vues sur la guerre civile, traduit par Bernard Lortholary, Paris, Gallimard, coll. « L'infini », 1994  (ISBN 2-07-073319-X)
- Aussichten auf den Bürgerkrieg (1993)
- Zickzack (1997) Publié en français sous le titre Feuilletage, traduit par Bernard Lortholary, Paris, Gallimard, coll. « L'Infini », 1998  (ISBN 2-07-075086-8)
- Drawbridge Up: Mathematics – A Cultural Anathema / Zugbrücke außer Betrieb: Die Mathematik im Jenseits der Kultur (1999)
- Einladung zu einem Poesie-Automaten (2000)
- Die Geschichte der Wolken : 99 Meditationen (2002) Publié en français sous le titre L'histoire des nuages : 99 méditations, traduit par Frédéric Joly, avec le concours de Patrick Charbonneau, Sénouillac, Éditions Vagabonde, 2017  (ISBN 978-2-919067-22-0)
- Nomaden im Regal. Essays (2003)
- Lyrik nervt! Erste Hilfe für gestresste Leser (2004), signé du pseudonyme Andreas Thalmayr
- Heraus mit der Sprache. Ein bisschen Deutsch für Deutsche, Österreicher, Schweizer und andere Aus- und Inländer (2004), signé du pseudonyme Andreas Thalmayr
- Schreckens Männer – Versuch über den radikalen Verlierer (2006) Publié en français sous le titre Le Perdant radical : essai sur les hommes de la terreur, traduit par Daniel Mirsky, Paris, Gallimard, 2006  (ISBN 2-07-078177-1) ; réédition sous le titre Essai sur les hommes de la terreur : le perdant radical, Paris, Gallimard, coll. « Folio. Le Forum » no 6208, 2016  (ISBN 978-2-07-079367-9)
- Im Irrgarten der Intelligenz. Ein Idiotenführer (2006)
- Fortuna und Kalkül – Zwei mathematische Belustigungen (2009) Publié en français sous le titre Fortune et Calcul : deux divertissements mathématiques, traduit par Frédéric Joly, Paris, J. Chambon/ Arles, Actes Sud, coll. « Rayon philo », 2010  (ISBN 978-2-7427-9483-6)
- Sanftes Monster Brüssel oder Die Entmündigung Europas (2011) Publié en français sous le titre Le Doux Monstre de Bruxelles ou L'Europe sous tutelle, traduit par Bernard Lortholary, Paris, Gallimard, 2011  (ISBN 978-2-07-013499-1)
- Enzensbergers Panoptikum: Zwanzig Zehn-Minuten-Essays (2012) Publié en français sous le titre Le Panoptique : 20 problèmes insolubles traités en 20 démonstrations morales et récréatives, traduit par Paul-Jean Franceschini, Paris, Alma éditeur, 2014  (ISBN 978-2-36279-125-3)

### Théâtre
- Die Schildkröte (1961)
- Das Verhör von Habana (1970)
- Der Untergang der Titanic. Eine Komödie (1978) Publié en français sous le titre Le Naufrage du "Titanic" : une comédie, traduit par Robert Simon, Paris, Gallimard, coll. « Du monde entier », 1981  (ISBN 2-07-022390-6)
- Diderot und das dunkle Ei. Ein Interview (1990)
- Die Tochter der Luft (1992)
- Voltaires Neffe. Eine Fälschung in Diderots Manier (1996)

### Ouvrages de littérature d'enfance et de jeunesse
- Zupp (1958), en collaboration avec Gisela Andersch
- Esterhazy. Eine Hasengeschichte (1993), en collaboration avec Irene Dische Publié en français sous le titre Esterhazy, un lièvre à Berlin, traduit par Isabelle Hausser, illustrations de Michael Sowa, Paris, Les éditions de l'Inventaire, 1993
- Der Zahlenteufel. Ein Kopfkissenbuch für alle, die Angst vor der Mathematik haben (1997), illustrations de Rotraut Susanne Berner Publié en français sous le titre Le Démon des maths : le livre de chevet pour tous ceux qui ont peur des mathématiques, traduit par Jean-Louis Schlegel, Paris, Seuil/Métaillé, 1998  (ISBN 2-02-032445-8)
- Wo warst du, Robert? (1998) Publié en français sous le titre Les Sept Voyages de Pierre, illustrations de Blutch, traduit par Nicole Bary, Paris, Seuil/Métaillé, 1999  (ISBN 2-02-035852-2)
- Bibs (2009), illustrations de Rotraut Susanne Berner

### Édition
- Eine Frau in Berlin (2005) Publié en français sous le titre Une femme à Berlin : journal, 20 avril-22 juin 1945, traduit par Françoise Wuilmart, Paris, Gallimard, coll. « Témoins », 2006  (ISBN 2-07-077182-2) ; réédition, Paris, Gallimard, coll. « Folio » no 4653, 2007  (ISBN 978-2-07-034949-4)

### Anthologies
- Der Fliegende Robert. Gedichte, Szenen, Essays (1989)
- Diderots Schatten. Unterhaltungen, Szenen, Essays (1994)
- Nieder mit Goethe/ Requiem für eine romantische Frau (1995)
- Dreiunddreißig Gedichte (2001)
- Die Elixiere der Wissenschaft. Seitenblicke in Poesie und Prosa (2002)
- Dialoge zwischen Unsterblichen, Lebendigen und Toten (2004)
- Natürliche Gedichte (2004)
- Gedichte 1950–2005 (2006)
- Zu große Fragen: Gespräche und Interviews 2005–1970 (2007)
- Liebesgedichte (2008)
- Scharmützel und Scholien: Über Literatur (2009)
- Meine Lieblings-Flops, gefolgt von einem Ideen-Magazin (2010)
- Album (2011)
- Gedichte 1950–2010 (2010)
- Versuche über den Unfrieden (2015)
- Gedichte 1950–2015 (2015)

### Anthologies publiées en français
- Sans titre : poèmes, traduit par Pierre Leclère et Roger Pillaudin, Paris, éditions du Solstice, 1998 (BNF 37035973)
- Poèmes (1980-2014), Vagabonde, 2021